# Olanda (provincia)
L'Olanda è stata formalmente una provincia dei Paesi Bassi dal 1814 al 1840, con L'Aia come capitale. Di fatto, già dalla sua costituzione, la parte settentrionale e quella e meridionale erano amministrate autonomamente.
La provincia fu formalmente formata con la Costituzione del 1814 dopo l'istituzione del Principato dei Paesi Bassi Uniti (dal 1815 Regno Unito dei Paesi Bassi), unendo l'ex dipartimento Dipartimento delle Bocche della Mosa (oggi Olanda Meridionale) e la parte settentrionale del Dipartimento dello Zuiderzee (ora Olanda settentrionale). La parte rimanente del dipartimento dello Zuiderzee divenne la provincia di Utrecht.
Con la riforma costituzionale del 1840, l'effettiva separazione divenne completa e furono create le attuali province dell'Olanda Settentrionale e dell'Olanda Meridionale.